# Kemnitz (Drezno)
Kemnitz – osiedle Drezna, położone w zachodniej części miasta.
Miejscowość została założona w średniowieczu przez Słowian. Najstarsza wzmianka o osadzie pochodzi z 1254. W 1834 wieś zamieszkiwało 96 osób, a w 1890 – 306 osób. W 1921 osadę włączono w granice Drezna.
Graniczy z osiedlami Kaditz, Briesnitz, Mobschatz i Stetzsch.